# P海物語 極JAPAN
『P海物語 極JAPAN』（ピーうみものがたり きわみジャパン）は、2025年5月7日に三洋物産から発売されたデジパチ・羽根モノ混合タイプのパチンコ。

## 概要
『Pスーパー海物語 IN JAPAN2』以来となる日本を舞台とした機種。しかし、JAPANシリーズの続編ではなく新生JAPANとして扱われている。演出についても、モード（海モードを除く）やギミックが一新されている。完全新作としての発売は『CRスーパー海物語 IN JAPAN』以来となる。シリーズ初の3000個+上乗せチャンスを搭載。新キャラクターの火鈴が登場する。

## 図柄
奇数図柄がSUPER LUCKY、偶数図柄がLUCKYと表示される。ヘソ入賞時は奇数図柄が極ノ刻（時短100回）突入、偶数図柄が極チャンス（時短20回）突入となる。電チュー入賞時は奇数図柄が10ラウンド大当たり、偶数図柄が2ラウンド大当たりとなる。
- 1. タコ
- 2. ハリセンボン
- 3. カメ
- 4. サメ
- 5. エビ
- 6. アンコウ
- 7. シュゴン
- 8. エンゼルフィッシュ
- 9. カニ
- 裏4. サメ
- クジラッキー
- おみくじボーナス
- 火鈴連発ボーナス

### 大当たり表示とラウンド数
| 機種            | 機種     | SUPER LUCKY                | LUCKY                     |
| --------------- | -------- | -------------------------- | ------------------------- |
| P海物語 極JAPAN | 上始動口 | 10R（時短100回+残保留4個） | 10R（時短20回+残保留4個） |
| P海物語 極JAPAN | 下始動口 | 10R                        | 2R                        |

## モード解説
海モード
シンプルなモード。
春風モード
リーチ成立後のボタンプッシュまたは画面タッチがメインのモード。
『CRスーパー海物語 IN JAPAN』のジャパンモードが基になっている。
花火モード
キャラクターのステップアップ予告とボタンを使用する演出がメインのモード。
『CRスーパー海物語 IN JAPAN』のお祭りモードが基になっている。
火鈴モード
リーチが成立するとスーパーリーチ発展濃厚となるモード。火鈴の演出がメインとなっている。
降臨ゾーン
時短中の特殊モード。極ノ刻の1回転目から30回転目までが該当する。
火鈴の演出がメインとなっている。

## 予告演出
予告なし
リーチ成立直後に演出が起こらないこと。ノーマルリーチ発展濃厚となる。
泡予告
リーチ成立直後に画面下部から泡が発生する演出。スーパーリーチに発展する可能性がある。
大泡予告
海モード専用演出。
リーチ成立直後に画面下部から通常よりも大きな泡が発生する演出。ノーマルリーチ発展濃厚となり、大当たりまたは半コマズレのハズレとなる（半コマズレ停止でも再始動する場合がある）。スーパーリーチに発展した場合は、法則崩れにより大当たり濃厚となる。
魚群予告
リーチ成立直後に画面右側から魚群が通過する演出。期待度が高い演出であり、スーパーリーチ発展濃厚となる。ノーマルリーチに発展した場合は、法則崩れにより大当たり濃厚となる。
鯉予告
春風モード専用演出。
リーチ成立直後に鯉が跳ねる演出。
艶カットイン予告
春風モード専用演出。
リーチ成立直後に和服姿のマリンのイラストがカットインされる演出。イラストの種類によって発展先が変化する。
ウリン登場予告
春風モード専用演出。
リーチ成立後にウリンが登場し、ボタンプッシュを促される演出。
クジラッキーギミック演出
春風モード及び花火モード専用演出。
リーチ成立直後にクジラッキーギミックが動き出す演出。スーパーリーチ発展濃厚となる。
演舞ステップアップ予告
花火モード専用演出。
法被を着たキャラクターが出現するステップアップ演出。
ステップ1ではキャラクターが1人出現する。
ステップ2ではキャラクターがさらに1人出現して2人になる。
ステップ3はリーチ成立時に発生する場合があり、センターにキャラクター出現して3人になる。
ステップ4は、スーパーリーチ発展直前にセンターのキャラクターがズームアップする。ステップ4まで発展した時点で期待度が高くなる。
神輿ステップアップ予告
花火モード専用演出。
リーチ成立直後に3人のキャラクターが神輿を担いで出現する演出。神輿の上にキャラクターが乗っている場合があり、その時は神輿が下方向に移動にキャラクターが出現する。神輿の上に乗っているキャラクターによって発展先が変化する。キャラクターが乗っていない場合は左方向に移動する。
開演!ウリン予告
花火モード専用演出。
リーチ成立後にウリンがカットインされる演出。3人太鼓リーチに発展する。

## 保留先読み予告
チャンス目前兆予告
チャンス目（同一図柄が非テンパイ形で液晶画面内に3つ停止）が停止する演出。連続するほど期待度が高くなる。3回連続で発生するとリーチ成立濃厚となる。海モードでは発生した時点でリーチ成立濃厚となる。
保留変化予告
保留アイコンに何かしらの変化が発生する演出。
海モード及び火鈴モードでは、保留アイコンがおみくじに変化する場合がある。中吉の場合は期待度が低い。大吉の場合は大当たり濃厚となる。
春風モードでは、アイコンの風鈴の短冊が揺れる場合がある。
花火モードでは、花火玉がナイアガラ花火、スターマイン花火、ハート型花火のいずれかに変化する場合がある。ナイアガラ花火とスターマイン花火はスーパーリーチ発展濃厚、ハート型花火は大当たり濃厚となる。
サイレント擬似連
変動停止の際に、図柄の動きが止まらないまま次の変動に移行する演出。この演出が発生した際は保留が消化されない。
図柄停止予告
図柄が停止する際、不自然に滑って進んだり戻ったりして停止する演出。下段図柄の滑りまたは戻り、中段図柄滑りまたは戻り、上下段同時停止の3種類がある。図柄が滑って停止してチャンス目前兆予告が発生する場合もある。
停止順変化予告
通常は上段、下段、中段の順番で図柄が停止するが、それ以外の順番で停止する演出。
変動順変化予告
変動開始時の図柄の変動方向と変動順が通常とは異なる演出。
リーチ連続予告
リーチ成立後すぐに中段図柄が停止してすぐに次の変動が開始する演出。連続するほど期待度が高くなる。
背景変化予告
海モード専用演出。
変動中に背景に何かしらの変化が起こる予告。泡が湧き出る、陽の光が射す、海面が光る、砂が巻き上がるなどの演出が発生する。
背景キャラ通過予告
海モード専用演出。
変動中にキャラクターが通過する演出。タツノオトシゴ、イルカ、シャチ、カジキ、サムのいずれかが通過する。イルカの場合はリーチ成立濃厚となる。シャチまたはカジキの場合はスーパーリーチ発展濃厚となる。サムの場合は奇数図柄での大当たりが濃厚となる。
月狐ゾーン
海モード、春風モード、花火モード専用演出。
狐の姿の火鈴と月の背景が出現する先読みゾーン。火鈴が人の姿に変化すれば大当たり濃厚となる。
俳句予告
春風モード専用演出。
変動中に俳句が出現する演出。俳句の内容や文字の色で期待度が変化する。
水面予告
春風モード専用演出。
画面に水面が出現しキャラクターが映し出される演出。水面に映るキャラクターによって期待度が変化する。
モーショングラフィック予告
春風モード専用演出。
変動中に発生する予告を示唆する演出。
鷹の羽前兆予告
春風モード専用演出。
変動中に鷹の羽が画面周囲に出現する演出。鷹乱舞予告発生の期待度が高くなる。
鷹乱舞予告
春風モード専用演出。
鷹が出現することで発生する先読みゾーン。チャンス目停止やリーチが成立すれば期待度が高くなる。3・4・1図柄が停止すれば大当たり濃厚となる。
SUPER鷹乱舞予告
春風モード専用演出。
鷹乱舞予告の上位演出。発生した時点で期待度が高い。
シルエットあおり
春風モード専用演出。
演歌ゾーン予告発展を煽る演出。煽りが成功すれば演歌ゾーン予告に発展する。
演歌ゾーン予告
春風モード専用演出。
シルエット煽りから発展する先読みゾーン。マリン、ワリン、ウリンがステージに立つ背景に変化する。リーチが成立すると演歌リーチに発展する。
レーザーライト前兆予告
花火モード専用演出。
変動中にレーザーライトの光が発生する演出。レーザーの量が多いほど期待度が高くなる。虹色のレーザーが発生すれば大当たり濃厚となる。
花火変動予告
花火モード専用演出。
花火が停止図柄を示唆する演出。
花火娘予告
花火モード専用演出。
花火娘が保留を変化させる演出。
組紐予告
花火モード専用演出。
長方形をかたどった組紐の内側に1枚絵が出現する演出。絵の種類によって期待度が変化する。
月華乱舞予告
花火モード専用演出。
マリンと花火娘が登場する先読みゾーン。手筒花火リーチ以上の発展が濃厚となる。
ブランク図柄前兆予告
火鈴モード専用演出。
ブランク図柄が一直線に並んで停止する演出。縦1列、縦2列、クロス停止の順番で期待度が高くなる。赤い鈴のブランク図柄が出現すれば期待度が高くなる。
狐火前兆予告
火鈴モード専用演出。
変動中に狐が出現する演出。狐が人の姿に変化すると火鈴リーチ発展の期待度が高くなる。
ホタル前兆予告
火鈴モード専用演出。
変動中の背景にホタルが出現ふる演出。ホタルの数が多いほど期待度が高くなる。
鳥居あおり予告
火鈴モード専用演出。
鳥居がズームアップされリーチ成立を煽る演出。図柄から炎のエフェクトが出ていれば期待度が高くなる。

## チャンスボタン演出
ブレーキアクション
リーチ後から図柄停止までの間にボタンを押すと変動中の中段図柄が反応しブレーキアクションをする。中段図柄の目が大きくなると期待度がやや高くなる。炎目になると期待度がさらに高くなり、ハート目になると奇数図柄での大当たり濃厚となる。
奇数昇格演出
偶数図柄で大当たりをした瞬間にボタンを押すと、奇数昇格演出が発生する場合のみ、その演出が10代目ミスマリンちゃん昇格演出に変化し、大当たりラウンド中のBGMが条件を満たしていなくてもプレミアムソングが全曲開放となる。
図柄アクション予告
リーチが成立した際に画面をタッチ（十字キーの中央ボタンでも可）すると図柄が動き、アイコンを表示させる演出。アイコンは星、エクスクラメーションマーク、音符、魚群、ハートの5種類があり、音符の場合はスーパーリーチ発展濃厚（ノーマルリーチに発展した場合は大当たりまたは半コマズレ）、魚群の場合は魚群出現濃厚、ハートの場合は大当たり濃厚となる。
裏ボタン演出
スーパーリーチが発生した際に十字キーの中央ボタンを押すと図柄のミニキャラまたはクマノミが出現する。クマノミが出現した場合は期待度が高くなる。図柄のミニキャラの場合、リーチ図柄と一致していれば大当たり濃厚となる。クジラッキーまたはクジラブリーの場合も大当たり濃厚となる。
本作では、大海物語シリーズのようにシングルリーチでも発生するようになっている。

## リーチ演出
ノーマルリーチ
特に何も起こらないリーチ演出。期待度は低い。シングルリーチ及びダブルリーチのどちらからも発展する。通常時に半コマズレ停止をすると再始動が発生する可能性が高くなっている。時短中は期待度が高くなっており、大当たりまたは半コマズレのハズレとなる（半コマズレ停止でも再始動する場合がある）。
珊瑚礁リーチ
海モード専用演出。
シングルリーチから発展し、画面下部から珊瑚礁が出現する演出。珊瑚礁の高さが通常よりも高い場合は期待度が高くなる。
金魚鉢リーチ
春風モード専用演出。
シングルリーチから発展し、画面に金魚鉢が出現する演出。
黒潮リーチ
海モード専用演出。
シングルリーチから発展し、画面に黒潮が流れる演出。黒潮の流れが通常より速い場合は期待度が高くなる。
花風リーチ
春風モード専用演出。
シングルリーチから発展し、背景に桜の木が出現し風が発生する演出。
マリンちゃんリーチ
海モード専用演出。
ダブルリーチから発展し、画面上部からマリンが登場する演出。マリンの指の間隔が通常より狭いと期待度が高くなる。
琴リーチ
春風モード専用演出。
ダブルリーチから発展し、マリンが登場し琴を演奏する演出。
演歌リーチ
春風モード専用演出。
マリン、ワリン、ウリンが登場しセリフを言う演出。3人が「あゝ金富士」のサビの部分を歌えば大当たり濃厚となる。発生した時点で期待度が高い。
扇子リーチ
花火モード専用演出。
シングルリーチから発展する。マリンが扇子を持って登場し、花火または魚群が発生する演出。魚群が発生すれば期待度が高くなる。
手筒花火リーチ
花火モード専用演出。
シングルリーチから発展する。マリンが手筒花火を持って登場し、ボタン連打を促される演出。ボタンを連打すると花火が発生し、連打するごとに花火がランクアップする。特大の花火までランクアップすれば期待度が高くなる。
3人太鼓リーチ
花火モード専用演出。
マリン、ワリン、ウリンが登場し和太鼓の演奏をする演出。発生した時点で期待度が高い。
半月リーチ
火鈴モード専用演出。
半月がズームアップする演出。赤満月リーチに発展する場合がある。
赤満月リーチ
火鈴モード専用演出。
半月リーチから発展する。半月が赤満月に変化する演出。発生した時点で期待度が高い。
火鈴リーチ
火鈴モード専用演出。
火鈴が登場しボタンプッシュを促される演出。ボタンを押して花火フラッシュが発生すれば大当たり濃厚となる。火鈴のセリフが通常と異なると期待度が高くなる。
夢花火リーチ
火鈴モード専用演出。
火鈴が筆から花火を打ち上げ画面タッチを促される演出。ハズレ目停止後に月光煽りとともに火鈴が登場することで発展する。画面をタッチして花火フラッシュが発生すれば大当たり濃厚となる。発生した時点で期待度が高い。
ウリンチャンス
左上・右上・中央・左下・右下の順にハリセンボン・タコ・カメ・サメ・エビが停止すると必ず発生する。ウリンが登場とともに7図柄でのシングルリーチが発生し、ウリンが筆を振ることで画面タッチを促される。画面をタッチして花火フラッシュが発生すれば大当たり濃厚となる。ウリンの筆からレインボーのエフェクトが発生している場合や、画面タッチではなくレインボーのクリスタルパールボタンアイコンが表示された場合は大当たり濃厚となる。
リーチライン増加
極ノ刻専用演出。
スーパーリーチ発展時に3ラインでのリーチが発生する演出。9ラインでのリーチが発生した場合は奇数図柄での大当たりが濃厚となる。

## プレミアム演出
泡系プレミアム
泡予告に関するプレミアム演出。数種類存在する。
超泡
泡が途切れずに図柄が揃うまで出現し続ける演出。
クジラッキー泡
クジラッキーが入った泡が出現する演出。
レインボー泡
レインボー色の泡が出現する演出。
泡&魚群予告
泡予告が発生した直後に魚群予告が発生する演出。
V字泡
Vの字をかたどった泡が出現する演出。
クジラブリー泡
クジラッキーが入った泡とクジラブリーが出現する演出。
ミスマリン泡
10代目ミスマリンちゃんが入った泡が出現する演出。
メガ泡
大泡よりさらに大きい泡が出現する演出。
魚群系プレミアム
魚群予告に関するプレミアム演出。数種類存在する。
赤魚群
赤魚群（実際には赤色と紫色が混ざったような魚群）が出現する演出。後述のサム系プレミアムに発展する。
超魚群
魚群が途切れずに図柄が揃うまで出現し続ける演出。
逆魚群
画面左側から魚群が出現する演出。通常は画面右側から出現する。
スパイラル魚群
魚群がスパイラル状に流れる演出。
中段魚群
中段の位置にのみ魚群が出現する演出。
魚群&クジラッキー
魚群と一緒にクジラッキーが出現する演出。
前面魚群
魚群が図柄の前面を流れる演出。通常は図柄の後ろを流れる。
回転魚群
魚群が回転する演出。
ぎっしり魚群
画面の背景が見えなくなるほどの魚群が出現する演出。
魚群&リーチ図柄
魚群の最後尾にリーチ図柄が1体出現する演出。
クジラッキー群
魚群の代わりにクジラッキーの群れが出現する演出。
V字魚群
黄色の魚がV字になって出現する演出。
メガ魚群
巨大な魚の群れが出現する演出。
旧魚群
初代『海物語』に登場したドットの魚群が出現する演出。
スロー魚群
魚群が通常よりも遅い動きで流れる演出。
ミニ魚群
小さな魚の群れが出現する演出。
一時停止魚群
魚群が流れる際に一時停止する演出。
クジラッキー&クジラブリー群
魚群の代わりにクジラッキーとクジラブリーの群れが出現する演出。
サム系プレミアム
マッスル珊瑚礁リーチ
海モード専用演出。
シングルリーチから発展する。珊瑚礁リーチが発生した際に、サムが画面下部から珊瑚礁を持ち上げて登場する。
ダイビングリーチ
海モード専用演出。
シングルリーチから発展する。黒潮リーチが発生した際に、画面右側からサムが泳いで登場する。
ポージングリーチ
海モード専用演出。
ダブルリーチから発展し、マリンの代わりにサムが画面上部から登場する。
サムリーチ
春風モード専用演出。
サムが扇子を持って登場する演出。
火鈴系プレミアム
火鈴登場リーチ
海モード専用演出。
ダブルリーチから発展し、マリンの代わりに火鈴が画面上部から登場する。
火鈴手筒花火リーチ
花火モード専用演出。
手筒花火リーチが発生した際に、火鈴が登場しボタンプッシュを促される演出。
突火鈴
火鈴モード専用演出。
火鈴が突如出現し、奇数図柄を3つ揃った状態で止める演出。
枠外プレミアム
図柄が枠外で揃った場合、効果音の後に図柄が枠内に移動し大当たりとなる演出。必ず発生する訳ではない。
枠上プレミアム
中段図柄と下段図柄が同じ図柄で停止した際、全図柄が上方向に移動して図柄が揃った状態で戻る演出。
枠下プレミアム
中段図柄と上段図柄が同じ図柄で停止した際、全図柄が下方向に移動して図柄が揃った状態で戻る演出。
ボイスプレミアム
変動開始時などにマリン、ワリン、ウリン、サム、火鈴、10代目ミスマリンちゃんのいずれかのボイスが流れる演出。
サウンドプレミアム
変動音が『海物語』のものに変化する演出。
クジラプレミアム
リーチ成立時、巨大なクジラが出現する演出。
最長突破当たり
ロングリーチから発展する。ノーマルリーチ経由の場合はマリンが登場した後に花火フラッシュが発生し奇数図柄での大当たりとなる。スーパーリーチ経由の場合は花火フラッシュが発生し奇数図柄での大当たりとなる。
ボタンアイコン変化プレミアム
スーパーリーチ発展時に表示されるボタンアイコンがクリスタルパールボタンに変化する演出。
ミスマリンカットイン
リーチ成立直後に10代目ミスマリンちゃんがカットインされる演出。
ビタ止まり
リーチ成立中に中段の図柄が壁にぶつかったかのように停止して大当たりになる演出。
裏サメ停止
1図柄と9図柄のダブルリーチの際に中段の中央に裏4が停止する演出。停止すると再始動が発生し、1図柄か9図柄のどちらかでの大当たりとなる。
逆変動
図柄が左側から右側に変動する演出。通常は右側から左側に変動する。
上下段図柄逆変動
変動開始時、上段図柄と下段図柄が左側から右側に変動する演出。
中段図柄逆変動
リーチ成立時、中段図柄が左側から右側に変動する演出。
オール当たりプレミアム
ノーマルリーチ発展時、中段の図柄が全てリーチ図柄に変化する演出。
全回転リーチ
全図柄が揃った状態で変動する演出。図柄が停止する際は、通常は上段・下段・中段の順番で停止するが、全図柄が揃った状態で停止する。
変動全回転
回転開始時から図柄が3つ揃った状態で変動する演出。7図柄が停止する。
ミスマリン全回転
背景に10代目ミスマリンちゃんの映像が流れて全回転が発生する演出。
火鈴全回転
背景に「月華乱舞」のミュージックビデオが流れて全回転が発生する演出。半月リーチ発生時に花火ギミックが作動することで発展する場合がある。
ブランク図柄クジラッキープレミアム
リーチ成立時、中段のブランク図柄がクジラッキーに変化する演出。クジラブリーと一緒に登場する場合もあるがどちらも大当たり濃厚となる。
リベンジプレミアム
半コマズレハズレ時、直後に画面に映っている全図柄の表情が変化し、中段の図柄が動いて大当たりになる演出。
空動き告知
変動中に花火ギミックがかすかに動く演出。
突当たり
リーチが成立したが、リーチ成立を知らせるのボイスが流れずそのまま大当たりになる演出。
オール同図柄プレミアム
変動停止時、上段・中段・下段それぞれに同じ図柄が3つずつ停止する演出。合計で9個出現する。
親子図柄変化プレミアム
リーチ成立時、リーチになった上段図柄と下段図柄、中段の全ての図柄が親子図柄（2図柄、7図柄、8図柄）と単体図柄（1図柄、3図柄、4図柄、5図柄、6図柄、9図柄）が入れ替わる演出。
ドデカ図柄
リーチ成立時、中段に巨大化したリーチ図柄が専用の効果音とともに出現する演出。BIGプレミアム演出とは効果音が異なる。
初代海物語リーチ
海モード専用演出。
珊瑚礁リーチ及びマリンちゃんリーチが、初代『海物語』のグラフィックに変化する演出。
即当たり
リーチ成立直後に全図柄がバウンドストップして大当たりになる演出。
タッチアイコン変化プレミアム
タッチアイコンに表示されている手の形がピースサインに変化する演出。
ブラックアウトプレミアム
変動中に突如ブラックアウトが発生しボタンプッシュを促される演出。ボタンを押すと花火フラッシュが発生し奇数図柄での大当たりとなる。
入れ替わりプレミアム
6図柄の数字が反転して9図柄に変化する演出。3つのパターンがある。
中図柄回転
9図柄のシングルリーチの際に中段に6図柄が停止して、中段の6図柄の数字が反転して9図柄に変化して大当たりになる演出。
上下図柄回転
6図柄のシングルリーチの際に中段に9図柄が停止して、上段と下段の6図柄の数字が反転して9図柄に変化して大当たりになる演出。
リーチ図柄回転
6図柄のシングルリーチの際に発生し、上段と下段の数字が反転して9図柄のリーチに変化する。
上乗せ演出
極ノ刻専用演出。
おみくじ図柄が3つ揃い出玉が上乗せされる演出。

## 大当たりラウンド演出

### 大当たりラウンド突入前
V入賞演出
V入賞を促される演出。V入賞すると、偶数図柄、奇数図柄、クジラッキー図柄、火鈴連発ボーナス図柄のいずれかが出現する。

### 大当たりラウンド中
クジラッキーギミック
画面左下のクジラッキーギミックが動きレインボーボタンアイコンを出現させる演出。ボタンを押すと花火フラッシュが発生し、大当たりラウンド終了後は極ノ刻に突入する。
おみくじ占い極
大当たりラウンド中におみくじが発生する演出。火鈴連発ボーナス昇格濃厚となる。

### 大当たりラウンド終了後
金魚群
大当たりラウンド終了後のエンディング画面で金魚群が出現する演出。保留内で奇数図柄揃いの大当たりが濃厚となる。
ボタンプッシュ予告
大当たりラウンド終了後のエンディング画面でボタンプッシュが促される演出。ボタンを押すと金魚群が出現する。

## その他演出
再始動
リーチが外れた際に、中段図柄が再び動き出して大当たりになる演出。ダブルリーチで発生した場合は奇数図柄での大当たりとなる。
昇格スクロール
偶数図柄が揃った直後に図柄が高速に動き出して奇数図柄に昇格する演出。
マリンちゃん2段階
海モード専用演出。
マリンちゃんリーチで偶数図柄が揃った直後、マリンが掛け声とともに中段図柄をビンタして再始動が起き、もう片方のリーチ図柄である奇数図柄揃いの大当たりになる演出。
ロングリーチ
ノーマルリーチやスーパーリーチが止まらず長く変動し続ける演出。最長突破当たりに発展する。
法則崩れ
さまざまな予告で発生する。予告なしからスーパーリーチに発展する、魚群予告からノーマルリーチに発展する、大泡予告からスーパーリーチに発展するなどがあり、発生すると大当たり濃厚となる。

## 待機画面演出
魚群占い
泡や魚群による占いを遊ぶことができる。
おみくじ占い
火鈴によるおみくじ占いを遊ぶことができる。

## 花火フラッシュ
画面上部にある役物。変動時の一発告知としての機能を果たしており、演出が発生した時点で大当たり濃厚となる。大当たりラウンド中やエンディング時の昇格演出としても使用されている。一発告知にはショート、ロング、超ロングの3種類があり、ショートは大当たり濃厚、ロングは奇数図柄での大当たり濃厚、超ロングは火鈴連発ボーナス濃厚となる。

## My海カスタム
| 魚群期待度   | 告知頻度                 | 予告頻度                     | 前兆予告                   | プレミアム頻度  |
| ------------ | ------------------------ | ---------------------------- | -------------------------- | --------------- |
| ・50% ・100% | ・ふつう ・100% ・出ない | ・ふつう ・少なめ ・メリハリ | ・ふつう ・少なめ ・出ない | ・ふつう ・多め |

## 大当たり・時短
実質ロングSTの1種2種混合機である。ヘソ入賞時と電チュー入賞時で大当たりの振り分けが異なるが、どちらの入賞時でも必ず時短に突入する。時短は極チャンス（20回+残保留4個）と極ノ刻（100回+残保留4個）の2種類が搭載されている。
ヘソ入賞時での大当たりは、奇数図柄の場合はSUPER LUCKYと表示されラウンド終了後は極ノ刻に突入し、偶数図柄の場合はLUCKYと表示されラウンド終了後は極チャンスに突入する。ただし、偶数図柄で当たってもラウンド中にSUPER LUCKYに昇格する場合がある。
電チュー入賞時での大当たりは、ラウンド終了後は必ず極ノ刻に突入する。大当たりラウンドの振り分けがヘソ入賞時とは異なっており、奇数図柄での大当たり時は10ラウンド大当たり以上となり、偶数図柄での大当たり時は2ラウンド大当たり以上となる。10ラウンド大当たりが2回と上乗せボーナスがセットの火鈴連発ボーナスが搭載されており、火鈴連発ボーナスと書かれた図柄が停止することで突入する。
おみくじの結果次第でラウンド数が決まるおみくじボーナスが搭載されている。小吉なら2ラウンド大当たり、中吉なら10ラウンド大当たり、大吉なら火鈴連発ボーナスになる。

## 登場キャラクター
火鈴（カリン）
声：上田瞳
とある海沿いにある神社に祀られている神様。普段は狐の姿をしているが、お祭りの日は人間の女性の姿に化ける。

## プレミアムラウンド
- 1回目：いつものラウンド、JITTERIN'JINNが歌う「夏祭り」、マリンが歌う「海物語 〜Go!Go! SEA STORY〜 サードシーズン」
- 2連荘達成：火鈴（上田瞳）が歌う「月華乱舞
- 3連荘達成：くろくもが歌う「クジラッキーは、しクジラない!」
- 4連荘達成：マリンが歌う「響け!ネオジャポニズム 〜日本全国Ver〜」
- 5連荘達成：マリン&ワリン&ウリンが歌う「あゝ金富士」
- 6連荘達成：マリンが歌う「あっぱれジャパン」
- 7連荘達成：マリン&ワリン&ウリンが歌う「アカキイロスミレイロ」

### 極ノ刻で選択できる楽曲
- 「極ノ刻変動音」
- マリンが歌う「海物語 〜Go!Go! SEA STORY〜 サードシーズン」
- JITTERIN'JINNが歌う「夏祭り」
- 2連荘達成：火鈴（上田瞳）が歌う「月華乱舞」
- くろくもが歌う「クジラッキーは、しクジラない!」
- マリンが歌う「響け!ネオジャポニズム 〜日本全国Ver〜」
- マリン&ワリン&ウリンが歌う「あゝ金富士」
- マリンが歌う「あっぱれジャパン」
- マリン&ワリン&ウリンが歌う「アカキイロスミレイロ」
- 鹿乃が歌う「Marine Bloomin'」
- アイマリン（内田彩）が歌う「Dive to Blue」
- アイマリン（内田彩）が歌う「DEEP BLUE SONG」
- アイマリン（内田彩）&アイワリン（竹達彩奈）&アイウリン（三森すずこ）が歌う「Marine Mirage」
- アイマリン（内田彩）が歌う「Stand Up! Blaze Up!」
- アイマリン（内田彩）&壱華零（佐伯伊織）が歌う「爽快奪回Sunlight」

## スペック
| 型式                 | 型式                 | HTH                                                                                                   |
| -------------------- | -------------------- | --- |
| 特賞種別             | 特賞種別             | 1種2種混合                                                                                            |
| 大当たり確率         | 通常時               | 1/319.6                                                                                               |
| 大当たり確率         | 高確率時             | 1/73.9（大当たりと小当たりの合算）                                                                    |
| タイプ               | タイプ               | ミドル                                                                                                |
| 賞球数               | 賞球数               | 3 & 1 & 1 & 3 & 5 & 15                                                                                |
| ラウンド・カウント数 | ラウンド・カウント数 | 10R or 2R・10C                                                                                        |
| 大当たりシステム     | 大当たりシステム     | 実質ロングST                                                                                          |
| 時短突入率           | 時短突入率           | 100/100（100%、100回・20回）                                                                          |
| 大当たりの内訳       | 上始動口             | 10R（時短100回+残保留4個）：50% 10R（時短20回+残保留4個）：50%                                        |
| 大当たりの内訳       | 下始動口             | 10R&上乗せ（時短100回+残保留4個）：20% 10R（時短100回+残保留4個）：55% 2R（時短100回+残保留4個）：25% |
| 大当たり出玉         | 大当たり出玉         | 10R：1500個 2R：300個                                                                                 |
| リミット             | リミット             | なし                                                                                                  |
| 電サポ               | 確変                 | なし                                                                                                  |
| 電サポ               | a時短                | 大当たり終了後100回・20回+残保留4個                                                                   |
| 電サポ               | b時短（遊タイム）    | なし                                                                                                  |
| 保留の数             | 保留の数             | 上始動口4個+下始動口4個                                                                               |
| 保留の優先消化       | 保留の優先消化       | 下始動口優先                                                                                          |